# Bez názvu (Holan)
Bez názvu (z cz. Bez tytułu) – tomik wierszy czeskiego poety Vladimíra Holana, opublikowany w 1963. Tomik zawiera drobne wiersze pisane w latach 1939–1942. Utwory składające się na tomik są pisane głównie wierszem regularnym. W późniejszych zbiorkach poety przeważa wiersz wolny.
Zobacz też: Na postupu (Holan).